# Département de Zulia
1821–1830
Entités précédentes :
- Province de Maracaibo
- Province de Coro
- Province de Mérida
- Province de Trujillo

Entités suivantes :
- Province de Maracaibo
- Province de Coro
- Province de Mérida
- Province de Trujillo

Le département de Zulia (departamento del Zulia, en espagnol) est une subdivision administrative de la Grande Colombie créée en 1821. Il est situé dans la partie ouest du territoire de l'actuel Venezuela, autour du lac Maracaibo.

## Histoire
Le département de Zulia est créé en 1821, par la séparation de plusieurs provinces du département de Venezuela. 
En 1824, la Ley de División Territorial de la República de Colombia crée le département d'Apure et donne aux départements du district du Venezuela leur forme finale.

## Géographie

### Divisions administratives
Selon la Ley de División Territorial de la República de Colombia du 25 juin 1824, le département de Zulia est subdivisé en 4 provinces :
- Province de Coro
- Province de Trujillo
- Province de Mérida
- Province de Maracaibo